# Hantz Lám Irén
Hantz Lám Irén (beceneve: Irocska, Kolozsvár, 1937. május 25. – Kolozsvár, 2019. szeptember 9.) erdélyi magyar földrajzi szakíró. Lám Béla leánya, Jeney Lám Erzsébet húga, Hantz András felesége, Hantz Péter anyja.

## Életpályája
1954-ben a kolozsvári Állami Leánygimnáziumban, a volt Református Leánygimnáziumban (jelenleg Apáczai Csere János Elméleti Líceum) érettségizett, egyetemi tanulmányait a Bolyai Tudományegyetem geológia–földrajz szakán végezte (1958). Középiskolai tanár (1958–59), könyvtáros és fordító a kolozsvári Politechnikai Intézetben (1959–61), gyakornok a Babeș–Bolyai Tudományegyetem földrajzi tanszékén (1961–68), majd ismét tanár a Kolozsvári Pedagógiai Líceumban. 1984-től a Brassai Sámuel Elméleti Líceumban tanított nyugdíjba vonulásáig. 1996-tól a torockói Tóbiás Éva Galéria füzeteket szerkesztette és kiállításokat is rendezett.
Tudományos munkásságát a regionális természeti földrajz területén kezdte, a Rév–Báródi medence területi földrajzkutatása során korszerű módszerek alkalmazásával mutatott fel eredményeket. Írásai a Studia Universitatis Babeș–Bolyai Seria Geographica, Natura (Terra) Seria Geografie és a Budapesten megjelenő Földrajzi Közlemények hasábjain jelentek meg; ismertető írásait, megemlékezéseit (Balogh Ernőről, Tulogdy Jánosról, az Amundsen-évfordulóról), értekezéseit a Korunk, az Utunk, az Előre, az Igazság, a Tanügyi Újság, az Új Élet, A Hét és a Tribuna közölte.

## Kötetei
- Torockó - útikalauz. Kolozsvár: Erdélyi Híradó. 1998. ISBN 973-98374-7-6
- Város az őrhegy alatt - Nagyenyed szóban, képben. Kolozsvár: Yoyo Only. [200?] ISBN 973-97568-2-4
- A vár árnyékában : Torockószentgyörgy. Kolozsvár : Tinivár Kiadó. 2003. ISBN 973-9323-91-X
- A torockói konyha : ízek, szokások : 74 recept. Kolozsvár: Stúdium. 2003. ISBN 973-643-055-3
- A lámpagyújtogató – Reményik Sándor élete képekben és versekben. Kolozsvár: Stúdium. 2007. ISBN 978-973-643-137-1
- Rendhagyó útikalauz – Torockó, Torockószentgyörgy. Kolozsvár: Stúdium. 2009. ISBN 978-973-643-171-5